# Arsenal de Cartagena
L'Arsenal Militar de Cartagena és un drassana i base naval de gran importància en el Llevant espanyol, construït amb la intenció de desenvolupar la política naval de Felip V i el seu secretari, el marquès de l'Ensenada.

## Història
Durant el regnat de Felip V es va ordenar l'organització naval d'Espanya. Aquesta organització va determinar dividir el litoral en tres departaments marítims amb els seus respectius arsenals.
Cartagena va ser designada capçalera del Departament Marítim del Mediterrani, i amb aquest motiu se li confia a l'enginyer militar Sebastián Feringán y Cortés la construcció d'un arsenal en aquesta ciutat.
Els plans acabats el 2 de maig de 1731 es presenten a l'aprovació real. El 13 de juny, el rei Felip V estampa la seva signatura al peu del projecte, donant permís per a de construcció d'aquest. Les obres donaren començament oficialment el 20 de febrer de l'any següent, 1732.
Molts presidiaris i esclaus van ser obligats a treballar en la construcció de l'arsenal i més tard per fabricar bucs i construir les fortificacions de la ciutat.

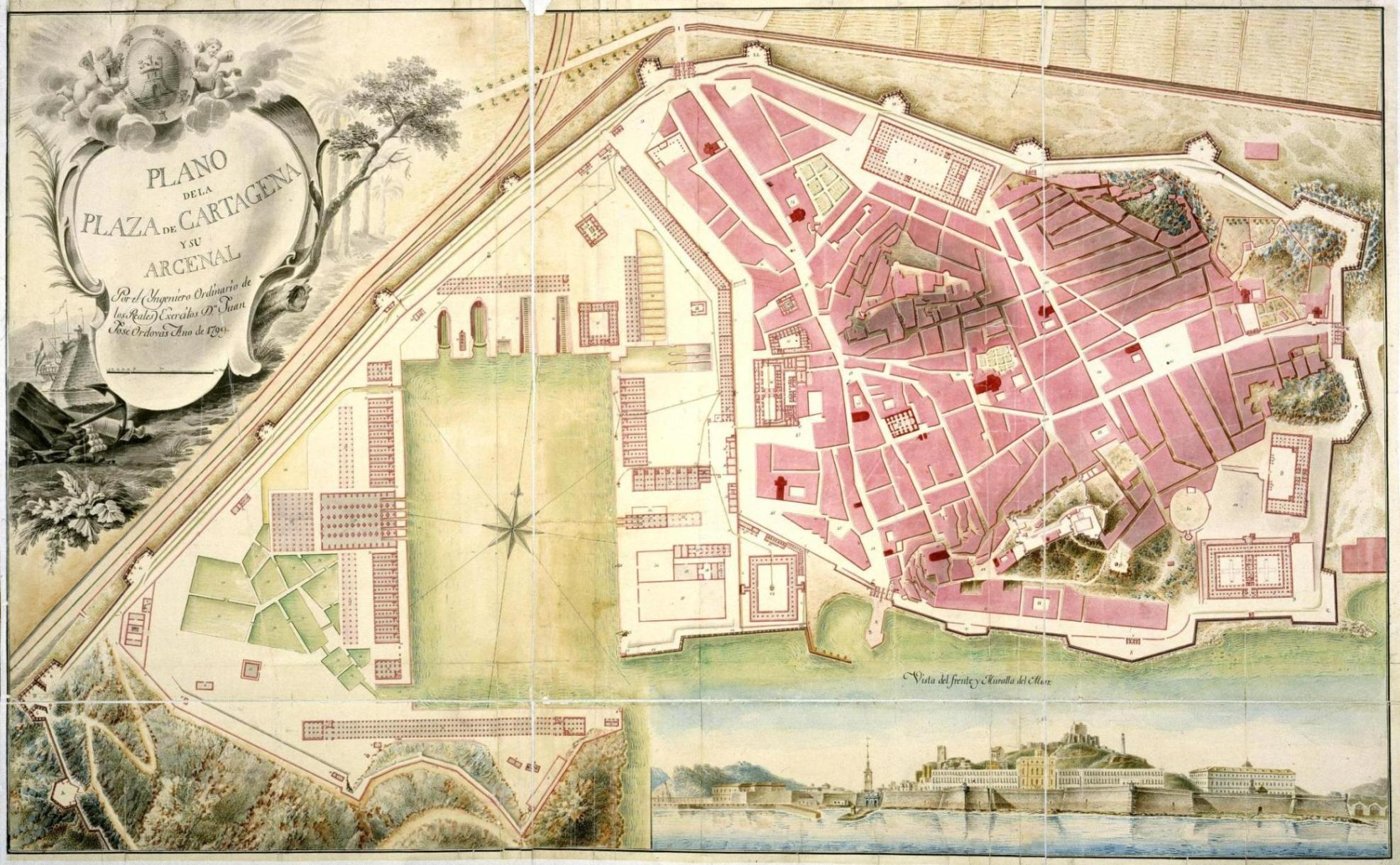
L'Arsenal el 1799, cartografiat per Juan José Ordovás.

A la mort de Sebastián Feringán el 1762, s'encarreguen les obres a l'enginyer militar Mateo Vodopich qui les va concloure el 31 de gener de 1782, després d'infinitat de vicissituds degudes a la magnitud de l'obra, i ja sota el regnat de Carles III. El cost final va ser de 112 milions de rals.
L'Arsenal de Cartagena esdevé el complex industrial més important de tot el litoral mediterrani en el segle xviii, s'hi 21 navilis, 17 fragates i més de mig centenar de bergantins, xabecs, urques, galeres, etc., a més d'un llarg nombre de bucs menors. En l'arsenal, milers de persones treballaven diàriament en la construcció i el manteniment de les unitats de l'Armada espanyola.
La Base Naval es va ampliar durant el regnat de Isabel II el 1849. El 1889, l'electricitat es va introduir en l'arsenal. El 1918, els fossats dels dics secs construïts per Feringán, van començar a servir com a molls de submarins, funció que encara tenen després de la seva recent remodelació. Durant la guerra civil espanyola va ser la base principal de l'Armada de la República Espanyola. Avui dia tanca entre els seus murs la història marcada per l'evolució en l'enginyeria naval espanyola.